# Azagra
Azagra é um município da Espanha 
na província e comunidade autónoma de Navarra. Tem 33,71 km² de área e em 2021 tinha 3 781 habitantes (densidade: 112,2 hab./km²).>

## Demografia
| Variação demográfica do município entre 1991 e 2004 | Variação demográfica do município entre 1991 e 2004 | Variação demográfica do município entre 1991 e 2004 | Variação demográfica do município entre 1991 e 2004 |
| --------------------------------------------------- | --------------------------------------------------- | --------------------------------------------------- | --------------------------------------------------- |
| 1991                                                | 1996                                                | 2001                                                | 2004                                                |
| 3288                                                | 3496                                                | 3714                                                | 3767                                                |